# Lucrecia Peinado

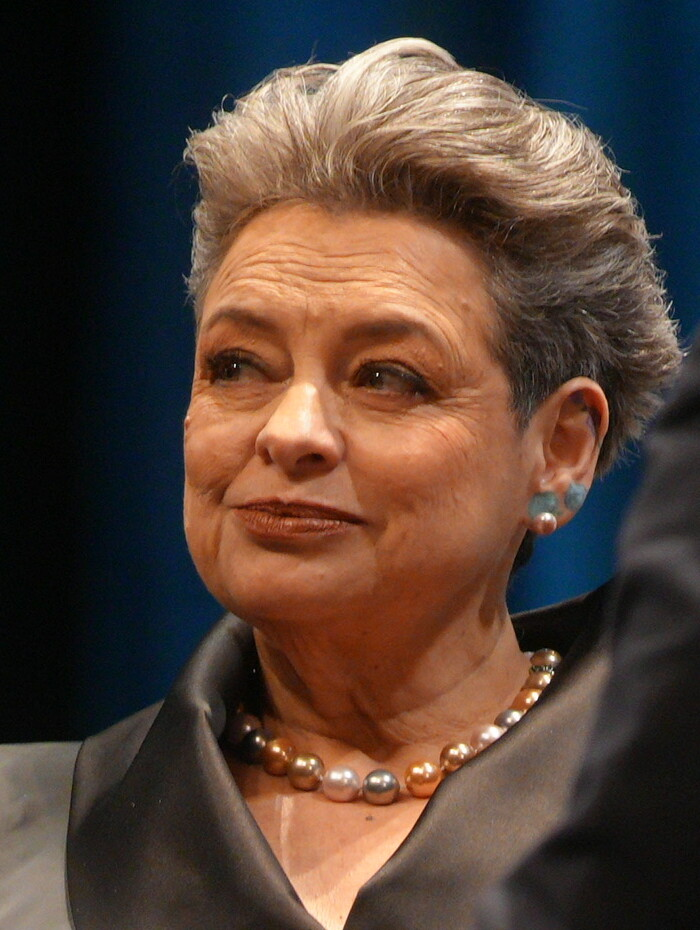
Lucrecia Peinado

Lucrecia Eugenia Peinado Villanueva (* 1961 in Guatemala-Stadt, Guatemala) ist eine guatemaltekische Ärztin, Chirurgin und Verwalterin des Gesundheitswesens. Sie ist mit Bernardo Arévalo, dem Präsidenten Guatemalas, verheiratet und somit die First Lady des Landes.

## Biografie
Peinado wurde in Guatemala-Stadt in eine evangelische Familie hineingeboren. Ihre Großeltern waren evangelische Pastoren einer kleinen Kirche in Mixco.
Sie schloss ihr Studium als Ärztin und Chirurgin an der Universidad de San Carlos de Guatemala ab und spezialisierte sich später auf Anästhesiologie und Gesundheitsmanagement. Sie arbeitete als Verwalterin von Gesundheitsprojekten mit Schwerpunkt auf der Bekämpfung von Malaria, HIV/AIDS und der Reduzierung der Müttersterblichkeit.
Peinado lernte Bernardo Arévalo 1999 kennen, als sie beide im Büro des Entwicklungsprogramms der Vereinten Nationen in Guatemala arbeiteten. Sie und Arévalo heirateten 2011 und lebten in Genf, Schweiz. Im Jahr 2014 kehrten sie nach Guatemala zurück.